# Drew Bledsoe
Pour les articles homonymes, voir Bledsoe.
(en) Statistiques sur pro-football-reference
Drew McQueen Bledsoe, né le 14 février 1972 à Ellensburg, est un joueur américain de football américain qui évoluait au poste de quarterback.
En 1993, lors de la draft de la NFL, il a été choisi au tout premier rang par les Patriots de la Nouvelle-Angleterre. Il jouait alors pour les Cougars de Washington State. Il a également joué pour les Bills de Buffalo et les Cowboys de Dallas durant sa carrière.

## Carrière
Durant sa carrière avec les Patriots de 1993 à 2001, il a battu plusieurs records, notamment celui du plus grand nombre de tentatives de passes en une saison (691) et celui du plus grand nombre de passes complétées en une partie (45) en 1994. Il mena les Patriots au Super Bowl XXXI en 1996, où ils subirent la défaite 35-21 contre les Packers de Green Bay. Bledsoe lança pour 253 yards mais fut intercepté quatre fois lors de la rencontre.
À la suite de cette défaite, l'entraîneur Bill Parcells quitta l'équipe pour les Jets de New York. Sous l'égide du nouvel entraîneur Pete Carroll, Bledsoe guida les Patriots à un deuxième titre consécutif de champions de la division est de l'AFC en 1997. Ensuite, les Patriots furent vaincus 7-6 par les Steelers de Pittsburgh lors du match de championnat de l'AFC. En 1998, ils devaient perdre dans le match wild-card de l'AFC contre les Jaguars de Jacksonville. Ils rateront les séries de fin de saison lors des deux années suivantes.
Vient ensuite l'épisode Tom Brady qui va pousser Drew Bledsoe vers la sortie de son équipe de toujours. En effet, lors de la deuxième semaine de la saison 2001, Bledsoe est sévèrement plaqué par le linebacker des Jets de New York Mo Lewis, ce qui va provoquer chez lui une hémorragie interne et l'éloigner du coup pour le reste de la saison. Tom Brady va alors prendre la relève avec succès et relancer les Patriots sur des bases qu'ils n'avaient plus atteint depuis des années et même au-delà car ces derniers vont alors remporter le premier Super Bowl de leur histoire, Brady étant en outre couronné MVP du Super Bowl. À l'intersaison, Brady étant devenu indispensable, Bledsoe décide alors de tenter sa chance ailleurs et atterrit chez les Bills de Buffalo. Il y restera trois saisons (2002-2004), redorant au passage son blason en relevant cette franchise qui était tombée très bas en 2001.
Drew Bledsoe signe ensuite au Cowboys de Dallas à l'orée de la saison 2005, remplaçant ainsi le quarterback vétéran Vinny Testaverde qui avait signé un an auparavant pour tenter de ramener un peu de stabilité à ce poste à cette franchise démunie depuis la retraite de Troy Aikman. Après une première saison correcte, Bledsoe est reconduit à la tête de l'attaque texane au début de la saison 2006 mais les choses ne tournent alors pas en la faveur du quarterback. Celui-ci ne retrouve pas son niveau habituel et, lors d'un match catastrophique contre les Giants de New York lors de la huitième semaine, il est victime de quatre sacks et d'une interception. Sous la pression du public mécontent, son remplaçant jusqu'alors inconnu, Tony Romo, est lancé sur le terrain et l'entraîneur Bill Parcells déclarera au terme du match qu'il restera désormais titulaire jusqu'à nouvel ordre. Drew Bledsoe n'a donc plus rejoué depuis le 23 octobre 2006.
Le 11 avril 2007, Bledsoe a annoncé sa retraite sportive, finissant septième meilleur passeur de tous les temps en termes de yards lancées.

## Vie privée
Drew et sa femme Maura (née Healy) ont quatre enfants : trois fils, Stuart McQueen, John Stack and Henry Healy et une fille, Healy Elizabeth.

## Statistiques
| Année              | Équipe                             | MJ                 |         | Passes   | Passes | Passes | Passes | Passes | Passes | Passes  |       | Courses | Courses | Courses | Courses |
| Année              | Équipe                             | MJ                 | Tentées | Réussies | Pct.   | Yards  | TD     | Int.   | Éval.  | Tentées | Yards | Moy.    | TD      |         |         |
| 1993               | Patriots de la Nouvelle-Angleterre | 13                 | 429     | 214      | 49,9   | 2 494  | 15     | 15     | 65,0   | 32      | 82    | 2,6     | 0       |         |         |
| 1994               | Patriots de la Nouvelle-Angleterre | 16                 | 691     | 400      | 57,9   | 4 555  | 25     | 27     | 73,6   | 44      | 40    | 0,9     | 0       |         |         |
| 1995               | Patriots de la Nouvelle-Angleterre | 15                 | 636     | 323      | 50,8   | 3 507  | 13     | 16     | 63,7   | 20      | 28    | 1,4     | 0       |         |         |
| 1996               | Patriots de la Nouvelle-Angleterre | 16                 | 623     | 373      | 59,9   | 4 086  | 27     | 15     | 83,7   | 24      | 27    | 1,1     | 0       |         |         |
| 1997               | Patriots de la Nouvelle-Angleterre | 16                 | 522     | 314      | 60,2   | 3 706  | 28     | 15     | 87,7   | 28      | 55    | 2,0     | 0       |         |         |
| 1998               | Patriots de la Nouvelle-Angleterre | 14                 | 481     | 263      | 54,7   | 3 633  | 20     | 14     | 80,9   | 28      | 44    | 1,6     | 0       |         |         |
| 1999               | Patriots de la Nouvelle-Angleterre | 16                 | 539     | 305      | 56,6   | 3 985  | 19     | 21     | 75,6   | 42      | 101   | 2,4     | 0       |         |         |
| 2000               | Patriots de la Nouvelle-Angleterre | 16                 | 531     | 312      | 58,8   | 3 291  | 17     | 13     | 77,3   | 47      | 158   | 3,4     | 2       |         |         |
| 2001               | Patriots de la Nouvelle-Angleterre | 2                  | 66      | 40       | 60,6   | 400    | 2      | 2      | 75,3   | 5       | 18    | 3,4     | 0       |         |         |
| 2002               | Bills de Buffalo                   | 16                 | 610     | 375      | 61,5   | 4 359  | 24     | 15     | 86,0   | 27      | 67    | 2,5     | 2       |         |         |
| 2003               | Bills de Buffalo                   | 16                 | 471     | 274      | 58,2   | 2 860  | 11     | 12     | 73,0   | 24      | 29    | 1,2     | 2       |         |         |
| 2004               | Bills de Buffalo                   | 16                 | 450     | 256      | 56,9   | 2 932  | 20     | 16     | 76,6   | 22      | 37    | 1,7     | 0       |         |         |
| 2005               | Cowboys de Dallas                  | 16                 | 499     | 300      | 60,1   | 3 639  | 23     | 17     | 83,7   | 34      | 50    | 1,5     | 2       |         |         |
| 2006               | Cowboys de Dallas                  | 6                  | 170     | 90       | 53,3   | 1 164  | 7      | 8      | 69,2   | 8       | 28    | 3,5     | 2       |         |         |
| Totaux en carrière | Totaux en carrière                 | Totaux en carrière | 6 717   | 3 839    | 57,2   | 44 611 | 251    | 206    | 77,2   | 385     | 764   | 2,0     | 10      |         |         |